# Пармская лира
Пармская лира (итал. Lira di Parma, Lira parmigiana) — денежная единица Пармского герцогства. Вплоть до аннексии герцогства Францией в 1802 году пармская лира делилась на 20 сольдо, которые в свою очередь делились на 12 денаро. Также существовали сесино, равный 6 денаро, и дукато, равный 7 лир. После французской аннексии лира была заменена на французский франк.
После восстановления в 1814 году герцогства Пармы, Пьяченцы и Гуасталлы под властью жены Наполеона — Марии-Луизы Австрийской — с 1815 года в герцогстве вновь была введена в обращение пармская лира, равная французскому франку и сардинской лире, и обращавшаяся наравне с последней. Новая пармская лира делилась на 20 сольдо или 100 чентезимо. В 1861 году пармская лира была заменена на итальянскую лиру.

## Монеты
В конце XVIII века в обращении были медные монеты достоинством в 1 сесино, биллоновые монеты достоинством в 5, 10 и 20 сольдо, и серебряные монеты достоинством в ½, 1, 3 и 6 лир, а также в 1/14, 1/7, ½, и 1 дукато. Существовали золотые монеты в 1 цехин, а также в ½, 1, 3, 4, 6 и 8 доппья.
В 1815 году были введены в обращение серебряные монеты достоинством в 5 и 10 сольдо, а также в 1, 2 и 5 лир, и золотые монеты достоинством в 20 и 40 лир. В 1830 году были введены в обращение медные монеты достоинством в 1, 3 и 5 чентезимо. Вплоть до смерти Марии-Луизы все монеты чеканились в австрийском Милане.